# Izotopi ksenona
Ksenon koji se prirodno javlja (54Xe) sastoji se od sedam stabilnih izotopa i dva vrlo dugo-živuća izotopa. Zapaženo je dvostruko hvatanje elektrona kod 124 (poluživot 1,8 ± 0,5 (stat) ± 0,1 (sis) ×1022 godina)] i dvostruko beta raspadanje u 136Xe (poluživot 2,165 ± 0,016 (stat) ± 0,095 (sis ) ×1021 godina), koji spadaju u najduže merene poluživote svih nuklida. Očekivalo se da će izotopi 126 i 134Xe takođe biti podvrgnuti dvostrukom beta raspadu,  ali to kod ovih izotopa nikada nije primećeno, pa se smatraju stabilnim. Ksenon ima drugi najveći broj stabilnih izotopa. Samo kalaj, sa 10 stabilnih izotopa, ima više. Pored ovih stabilnih oblika, proučena su 32 veštačka nestabilna izotopa i različiti izomeri, najduži vek od kojih ima 127, sa poluživotom od 36,345 dana. Svi ostali izotopi imaju poluživot kraći od 12 dana, većina manje od 20 sati. Najkraće živeći izotop, 108Xe, ima poluživot od 58 µs i najteži je poznati nuklid sa jednakim brojem protona i neutrona. Od poznatih izomera, najduže živeći je 131mXe, sa poluživotom od 11,934 dana. 129Xe je proizveden beta raspadom od 129 (poluživot: 16 miliona godina); , 133Xe, , i 135Xe su neki od proizvoda cepanja 235 i 239, pa se koriste kao pokazatelji nuklearnih eksplozija.

## Literatura
- Isotope masses from Ame2003 Atomic Mass Evaluation Архивирано на веб-сајту  (28. септембар 2011) by Georges Audi, Aaldert Hendrik Wapstra, Catherine Thibault, Jean Blachot and Olivier Bersillon in Nuclear Physics A729 (2003).